# Baku Cup
Baku Cup byl oficiální název tenisového turnaje žen hraného každoročně v červenci v ázerbájdžánském hlavním městě Baku. Jednalo se o událost v rámci profesionálního ženského okruhu WTA, která byla zařazena do kategorie WTA International Tournaments. Turnaj je hrán v městském tenisovém centru na otevřených dvorcích s tvrdým povrchem. Premiérový ročník proběhl v roce 2011.

## Historie
Baku Cup se stal prvním profesionálním tenisovým turnajem v Ázerbájdžánu, jehož úvodní ročník začal 18. července 2011. Dotace události k roku 2015 činila 250 000 dolarů s účastí 32 tenistek ve dvouhře a 16 párů ve čtyřhře. Z kalendáře WTA Tour byl vyřazen po sezóně 2015.

## Finálové zápasy

### Dvouhra
| Rok  | Vítězky                | Finalistky            | Výsledek      |
| 2015 | Margarita Gasparjanová | Patricia Maria Țigová | 6–3, 5–7, 6–0 |
| 2014 | Elina Svitolinová      | Bojana Jovanovská     | 6–1, 7–6(7–2) |
| 2013 | Elina Svitolinová      | Šachar Pe'erová       | 6–4, 6–4      |
| 2012 | Bojana Jovanovská      | Julia Cohenová        | 6–3, 6–1      |
| 2011 | Věra Zvonarevová       | Xenija Pervaková      | 6–1, 6–4      |

### Čtyřhra
| Rok  | Vítězky                                   | Finalistky                               | Výsledek              |
| 2015 | Margarita Gasparjanová Alexandra Panovová | Vitalija Ďjačenková Olga Savčuková       | 6–3, 7–5              |
| 2014 | Alexandra Panovová Heather Watsonová      | Ioana Raluca Olaruová Šachar Pe'erová    | 6–2, 7–6(7–3)         |
| 2013 | Iryna Burjačoková Oxana Kalašnikovová     | Eleni Daniilidouová Aleksandra Krunićová | 4–6, 7–6(7–3), [10–4] |
| 2012 | Iryna Burjačoková Valerija Solovjovová    | Eva Birnerová Alberta Briantiová         | 6–3, 6–2              |
| 2011 | Maria Korytcevová Taťána Pučeková         | Monica Niculescuová Galina Voskobojevová | 6–3, 2–6, [10–8]      |